# Белорецкая ГЭС
Белорецкая ГЭС — недействующая гидроэлектростанция расположенная на отдельном канале Белорецкого водохранилища, на реке Белой, в городе Белорецке.
Действовала в период 1917,1945-1958 г. для Белорецкого завода, и в 1958–1980 г. для Белорецкого металлургического комбината как источник резервного электроснабжения доменного и прокатного цехов.

## Описание
Белорецкая ГЭС расположена в живописном месте, здание ГЭС включая машинный зал и водосброс примыкают к скальному массиву Уроки.
Установленная мощность ГЭС — 1 МВт.

## История

### Российская империя
В 1911 устроен, и позднее расширен, обводный канал Белорецкого водохранилища, ранее использовался в качестве бревноспуска. В связи с программой развития гидроэнергетики на р. Белой в 1914 г. было принято решение о строительстве ГЭС. Белорецкая ГЭС должна была войти в каскад из 5 ГЭС на р. Белой
В 1916 Шведской компанией AB Vattenbyggnadsbyrån (VBB) выполнен проект ГЭС по заказу Белорецкого завода Торгового дома «Вогау и Ко», по которому предусматривались две спаренных гидротурбины системы Френсиса на горизонтальном валу и один гидрогенератор, общей мощностью 500 л. с. (370 кВт).
Построена на скальных грунтах, на месте обводного канала водохранилища в 1917, и запущена в мае, но из-за революции и Гражданской войны, после октября остановлена — оборудование позднее демонтировано и эвакуировано.

### СССР
В 1942, на основании Приказа ГКО, разработано проектное задание. В 1943 институтом «Гидроэнергопроект» (ныне — «Гидропроект») выполнен новый проект ГЭС.
В 1943 для ГЭС на Уральском заводе гидравлических машин в Сысерти (ныне — «Уралгидромаш») изготовлена первая радиально-осевая гидротурбина РО130-ВБ185 системы Френсиса на вертикальном валу по проекту Всесоюзного института гидромашиностроения (ныне — «Гидромаш»); в 1944 на заводе «Уралэлектроаппарат» в Свердловске (ныне — «Уралэлектротяжмаш») — первый гидрогенератор подвесного типа ВГС-325/29-40.
Построена Управлением по строительству Белорецкой ГЭС «БелГЭСстрой»: в 1943—1946 начальник строительства и главный инженер А. Т. Потапов. Монтаж агрегатов проводился под руководством Н. В. Затовского. На строительстве использовался труд репрессированных и также позже военнопленных.
Запущена в конце 1944, в октябре 1945 принята в эксплуатацию.
В 1980 выведена из эксплуатации.